# Кемеровское военно-пехотное училище
Кемеровское военное пехотное училище — высшее военное заведение РККА, сформированное в 1939 году.
Ранее имело полное действительное наименование — Канское пехотное училище.

## История
Канское военное пехотное училище, сформировано в соответствии с директивой Наркома обороны СССР № 4/2/103014, от 31 декабря 1939 года, директивой Военного совета Сибирского военного округа (СибВО) Красной Армии № 4/005, от 6 января 1940 года и приказом командующего войсками СибВО № 006 от 1 февраля 1940 года в городе Канске Красноярского края.
Формирование училища в период с 31 января по 7 февраля 1940 года. было возложено на командира 102 стрелковой дивизии полковника Куталева.
Сформирование проводилось за счёт личного состава 102-й и 57-й стрелковых дивизий, ранее принимавших участие в боях на Халхин-Голе.
На второй курс был переведен батальон курсантов Омского военного училища имени М. В. Фрунзе.
5 января 1941 года в соответствии с приказом Народного Комиссара Обороны Союза ССР, от 19 октября 1940 года, и приказом командующего войсками СибВО № 0152, от 11 ноября 1940 года, училище переведено в Кемерово и переименовано в Кемеровское военное пехотное училище.
В июне 1941 года училище осуществило первый выпуск командиров в количестве 798 человек.
В годы Великой Отечественной войны училищем проведено 16 выпусков и передано в действующую армию 3 481 курсант, 7 075 средних командиров и офицеров, из них: 5пять старших лейтенантов, 4 232 лейтенанта, 2 838 младших лейтенантов.
Училище расформировано в 1951 году

## Начальники училища
В разные годы училище возглавляли:
- (??.03.1940 г.- ??.10.1940 г.) — полковник Куталев, Гавриил Антонович
- (??.10.1940 г.- 4.11.1941 г.) — полковник Смирнов, Михаил Николаевич[2]
- (5.11.1941 г. — 8.01.1942 г.) — полковник Бурмаков, Иван Дмитриевич
- (9.01.1942 г. — 27.8.1942 г.) — полковник Костюк И. С.
- (27.8.1942 г. — 18.10.1942 г.) — полковник Титов В. Д.
- (18.10.1942 г.- 11.8.1943 г.) — генерал-майор Визжилин, Виктор Алексеевич
- (11.8.1943 г. — 1946 г.) — генерал-майор Морозов, Иван Данилович
- (26.6.1947 г. — 05.1951 г.) — генерал-майор Лиленков, Георгий Павлович

## Известные выпускники
Герои Советского Союза
1. Басманов, Владимир Иванович, выпускник 1941 года
2. Багиров, Мусеиб Багир оглы, выпускник 1943 года
3. Волошин, Иван Андреевич, выпускник 1943 года
4. Ершов, Алексей Иванович, выпускник 1943 года
5. Красильников, Геннадий Иванович, выпускник 1943 года
6. Крикуненко, Вениамин Александрович, выпускник 1943 года
7. Мартынов, Иван Степанович, выпускник 1943 года
8. Мычко, Иван Иванович, выпускник 1943 года
9. Панженский, Алексей Афанасьевич, выпускник 1943 года
10. Степанов, Николай Петрович, выпускник 1943 года
11. Яценко, Пётр Григорьевич, выпускник 1943 года